# Skander Lahmaier
Skander Lahmaier, né le 5 mars 1988 à Tunis, est un basketteur tunisien actif de 2010 à 2022. Il est le frère de Tarek Lahmaier, également joueur de basket-ball.
En octobre 2017, il participe avec la Jeunesse sportive d'El Menzah (JSM) pour la première fois de l'histoire du club à un tournoi international, la coupe arabe des clubs champions, à Salé au Maroc. L'équipe prend la deuxième place du groupe après avoir remporté deux matchs contre l'Al Muharraq Club (66-55) et le Fath Union Sport de Rabat (88-78) et perdu un match contre le Gezira SC (68-86). En quarts de finale, elle est éliminée face au Groupement sportif des pétroliers (87-96). Lahmaier est l'ailier titulaire de son équipe dans ce tournoi.

## Carrière
- 2010-2018 : Jeunesse sportive d'El Menzah
- 2018-2020 : Club africain
- 2020-2022 : Jeunesse sportive d'El Menzah

## Palmarès
- Coupe de la Fédération : 2018